# Frihavnsjernbanen
 Ikke at forveksle med Frihavnsbanen.
Frihavnsjernbanen var en privat godsjernbane i Københavns Frihavn, der forbandt denne med Toldboden og med DSBs rangerterræn ved Østerport Station. Jernbanen befandt sig toldmæssigt i udlandet og var omgivet af et dobbelt støbejernsgitter. Banen blev drevet af Kjøbenhavns Frihavns-Aktieselskab (derfor ofte forkortet KFA) og blev nedlagt 2005. Banedriften blev allerede nedlagt i Søndre Frihavn i 1985 samtidig med, at området blev nedlagt som frihavn.

## Historie
Frihavnen havde sit eget godt 20 km lange spornet og foretog selv med egne lokomotiver alle rangeringer på terrænet. Helt fra begyndelsen havde banen en remise med plads til to lokomotiver opført af bølgejernplader. Remisen lå ved toldvagten ved Folke Bernadottes Allé. Det årlige antal ekspederede banevogne var svingende, men kom op imod 50.000 omkring 1920.
Indtil 1988 gik banen gennem Kastellet, der da blev rekonstrueret, hvorved banen og dens trace forsvandt. Samtidig blev remisen revet ned. Ved Toldboden gik Gefionbroen oprindeligt over banen, men broen fremstår nu som et amputeret levn uden sin oprindelige kontekst.
Endnu i 2013 kunne dele af spornettet stadig genfindes. Store dele af hovedsporet langs Gittervej (nu delvist Tromsøgade), Glückstadtsvej (nu Southamptongade) og Industrivej var således stadig intakt om end med enkelte afbrydelser af hensyn til fodgængere til og fra de krydstogtskibe, der har overtaget flere af kajerne. Men også på Orient Plads og Lüdersvej (nu Helsinkigade) kunne der endnu findes sporrester. Efterfølgende er der dog igangsat optagning af spor i takt med, at området omdannes til boligkvarter. Udenfor gitteret kunne og kan der tilsvarende findes gamle havnespor på Sundkrogskaj og Kalkbrænderiløbskaj, selvom de ligesom sporene i Frihavnen for længst har mistet forbindelsen med omverdenen.

## Materiel
I slutningen af 1890'erne købte KFA tre damplokomotiver af typen Litra Hs, som også DSB anvendte. De blev i 1920 suppleret med endnu et af samme type. I 1932 gik KFA over til dieseldrift. I 1954 lejede KFA af DSB kortvarigt et Litra Hs (HS 381).
KFA's diesellokomotiver
| Litra nr. | Producent | Byggeår/nr.  | Tidligere nr. | I drift hos KFA |
| KFA 1     | Triangel  | 1932 / 1367  | -             | 1932-1966       |
| KFA 2     | Triangel  | 1932 / 1368  | -             | 1932-1971       |
| KFA 3     | Triangel  | 1933 / 1369  | -             | 1933-1987       |
| KFA 4     | Triangel  | 1933 / 1370  | -             | 1937-1938       |
| KFA 4     | Sentinel  | 1962 / 10152 | -             | 1963-2002       |
| –         | O&K       | 1968 / 26659 | -             | 1987-2005       |
| CMP 374   | Frichs    | 1963 / 778   | DSB MH 374    | 1999-2005       |
| CMP 378   | Frichs    | 1963 / 782   | DSB MH 378    | 2002-2005       |
|           |           |              |               |                 |
|           |           |              |               |                 |